# Wolna Francja
Wolna Francja (fr. France libre), Komitet Wolnej Francji – francuski ruch polityczno-wojskowy istniejący podczas II wojny światowej, kontynuujący walkę z hitlerowskimi Niemcami po upadku Francji; utworzony w 1940 roku w Londynie, skupiony wokół francuskiego polityka i generała Charles’a de Gaulle’a.

## Historia
Na skutek kampanii francuskiej, Francja została pokonana przez Niemcy i podpisała, wbrew warunkom układów sojuszniczych z Wielką Brytanią i Polską, separatystyczne zawieszenie broni. Zebrane w Tuluzie Zgromadzenie Narodowe Republiki (Senat i Izba Deputowanych obradujące łącznie), z pominięciem prezydenta Republiki Alberta Lebrun, udzieliło 10 lipca 1940 roku nadzwyczajnych pełnomocnictw premierowi – marszałkowi Francji Philippe’owi Pétainowi, który na ich podstawie ogłosił się „głową państwa francuskiego” („chef de l’État français”). Ustawa o pełnomocnictwach została uchwalona przygniatającą większością głosów (569 głosów „za” przy 80 „przeciw” przy 30 wstrzymujących się od głosu). Pétain na nieokupowanych wojskowo przez Niemcy terenach południowej Francji kontynuował ciągłość państwowości i administracji francuskiej w formie tzw. Francji Vichy, współpracującej (fr. collaboration) z Niemcami.
Część Francuzów jednak – z generałem de Gaulle’em na czele – chciała kontynuować walkę z Niemcami w oparciu o Wielką Brytanię. Generał Charles de Gaulle, wiceminister obrony narodowej w rządzie Paula Reynaud, wobec nominacji marszałka Pétaina na premiera Francji i jego przemówienia z 17 czerwca o gotowości do zawieszenia broni z Rzeszą, przebywając w Londynie, wygłosił 18 czerwca 1940 roku wieczorem, za pośrednictwem radia BBC, apel do Francuzów, wzywający ich do obywatelskiego nieposłuszeństwa, odmowy uznania rozkazów nowego rządu Francji i kontynuowania walki z Niemcami w sojuszu z Wielką Brytanią. Już 4 lipca 1940 roku francuski wojskowy sąd w Tuluzie skazał zaocznie de Gaulle’a za niesubordynację na 4 lata więzienia i grzywnę. 2 sierpnia gen. de Gaulle został – już za „zdradę stanu” – skazany przez sąd francuski na karę śmierci.
28 czerwca 1940 roku rząd brytyjski uznał Charles’a de Gaulle’a za „przywódcę wszystkich Wolnych Francuzów, gdziekolwiek by się znajdowali”, podczas gdy neutralne Stany Zjednoczone do listopada 1942 roku, inwazji w Afryce Północnej, uznawały rząd Vichy. 24 września 1941 roku powstał w Wielkiej Brytanii emigracyjny rząd francuski, początkowo pod nazwą Francuski Komitet Narodowy (Comité National Français, CNF), uznawany przez Wielką Brytanię i kraje Imperium Brytyjskiego, emigracyjne rządy Polski, Holandii, Norwegii, Belgii i Czechosłowacji. Równocześnie Komitet przystąpił do Karty Atlantyckiej.
Siły Wolnych Francuzów (Forces Françaises Libres, FFL) tworzyło początkowo kilkanaście tysięcy francuskich wojskowych, którzy zbiegli z kraju do Wielkiej Brytanii lub na inne obszary kontrolowane przez Brytyjczyków. Po ich stronie stanęła też część francuskich kolonii (Kamerun, Francuska Afryka Równikowa, Gujana Francuska) wraz ze stacjonującymi tam wojskami kolonialnymi. Wolni Francuzi dysponowali też częścią francuskiej floty, która schroniła się w Wielkiej Brytanii. W Wielkiej Brytanii i Afryce stworzono z nich regularne oddziały, które walczyły z wojskami Włoch (Abisynia), a od listopada 1942 roku Niemiec. Wolni Francuzi początkowo nie byli zbyt liczni, gdyż większość ich rodaków akceptowała kolaborancki rząd Vichy (uważany za legalną kontynuację III Republiki), przejawiała nastroje pacyfistyczne bądź antybrytyjskie (m.in. w konsekwencji operacji Royal Navy przeciw francuskiej marynarce wojennej po upadku Francji w lipcu 1940).
Pierwszymi wyzwolonymi departamentami francuskimi, gdzie po inwazji aliantów w Afryce Północnej i konferencji w Casablance władzę w 1943 roku przejęli Wolni Francuzi były: Algieria Francuska (wówczas tzw. departamenty zamorskie Francji – Algier, Oran i Konstantyna) i Korsyka. W latach 1943–1945 siły francuskie walczące u boku aliantów znacznie się rozrosły – od operacji „Torch”, poprzez udział w walkach na froncie włoskim, po lądowaniu w Normandii we Francji metropolitalnej. Francuska 2 Dywizja Pancerna gen. Leclerca przyczyniła się znacząco do oswobodzenia Paryża i Strasburga, zaś 1 Armia Francuska, dowodzona przez generała Jeana de Lattre de Tassigny, wyzwalała południową Francję (w ramach operacji „Dragoon”). Wolni Francuzi walczyli później w Niemczech oraz na obszarze Pacyfiku, a trzyeskadrowy dywizjon lotnictwa myśliwskiego Normandie-Niemen na froncie wschodnim. W ich skład wchodziły też silna marynarka wojenna i lotnictwo.
We wrześniu 1944 roku armia francuska liczyła 580 tysięcy żołnierzy, w grudniu 1944 roku po wcieleniu części członków Résistance i częściowej mobilizacji 1 milion żołnierzy, zaś w momencie zakończenia wojny w Europie 1 milion 250 tysięcy żołnierzy, stanowiąc czwartą, co do ogólnej liczebności żołnierzy oraz liczebności oddziałów walczących na froncie, armię koalicji antyhitlerowskiej w Europie. Część żołnierzy (podobnie jak w armii brytyjskiej) stanowili nie obywatele francuscy, lecz mieszkańcy kolonii – zmobilizowani Czadyjczycy, Tunezyjczycy, Marokańczycy i żołnierze Legii Cudzoziemskiej z garnizonów kolonialnych.
Od lipca 1942 termin Wolna Francja został zastąpiony przez Francja Walcząca (France combattante) w celu objęcia też ruchu oporu w kraju. Po inwazji w Afryce Północnej i przejściu – na rozkaz admirała Darlana na stronę koalicji antyhitlerowskiej wojsk francuskich w Maroku i Algierii wiernych dotąd rządowi Vichy, powstał tam konkurencyjny do Wolnej Francji ośrodek władzy generała Henriego Girauda w Algierze. Ostatecznie, 3 czerwca 1943 roku Francuski Komitet Narodowy w Londynie i rząd w Algierze połączyły się we Francuski Komitet Wyzwolenia Narodowego (Comité français de la Libération nationale, CFLN) z siedzibą w Algierze. Po rozpoczęciu operacji „Overlord” w czerwcu 1944 roku CFLN przekształcił się w Rząd Tymczasowy Republiki Francuskiej z premierem de Gaulle’em na czele. 25 sierpnia 1944 przeniósł się do Paryża, wyzwolonego po powstaniu wspartym skutecznie przez dywizję pancerną Wolnych Francuzów gen. Leclerca, odkomenderowaną przez głównodowodzącego sił alianckich gen. Dwighta Eisenhowera po otrzymaniu informacji o wybuchu powstania w Paryżu.

## Galeria

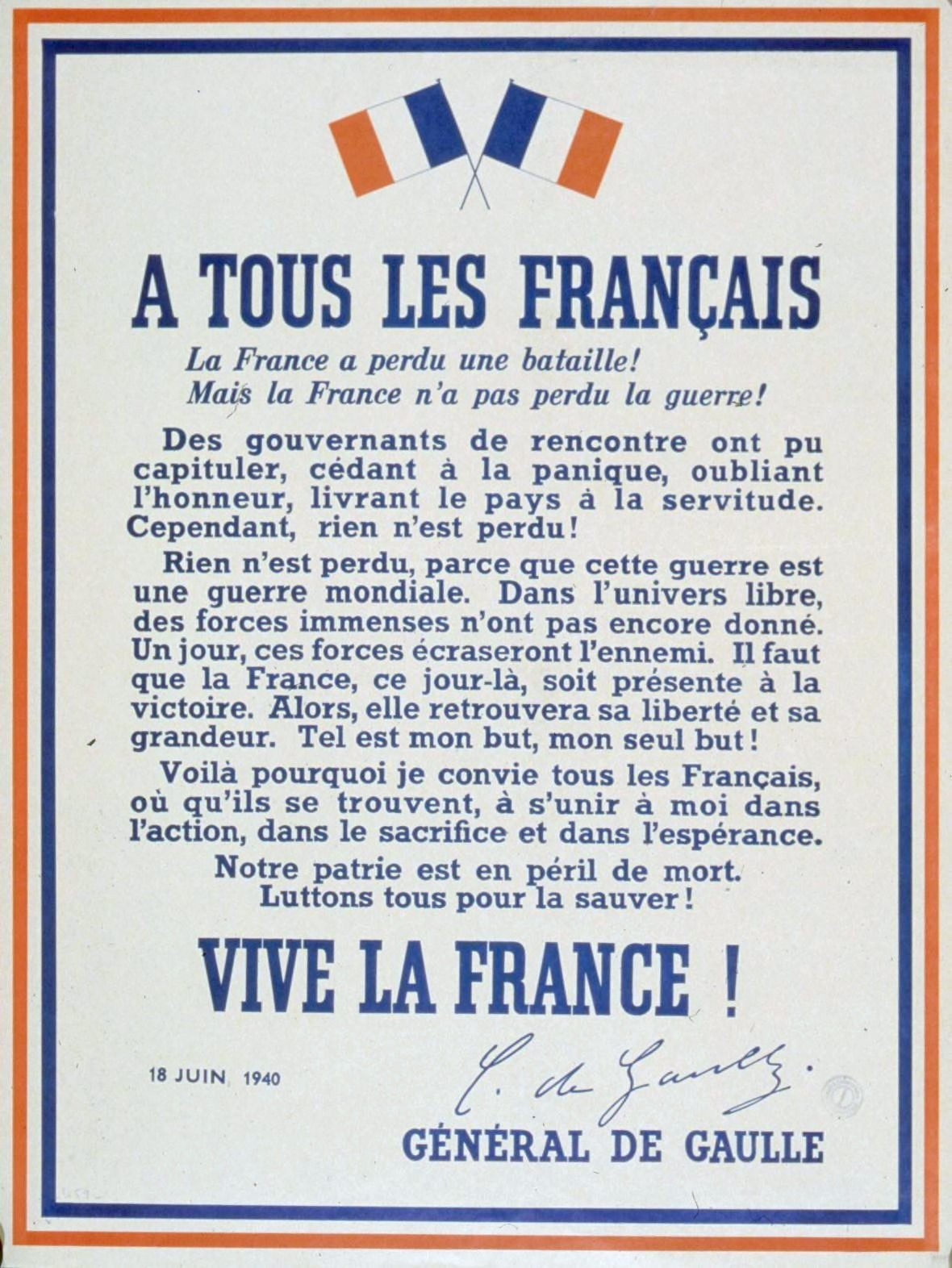
Odezwa gen. Charles’a de Gaulle’a „Do wszystkich Francuzów” 1940
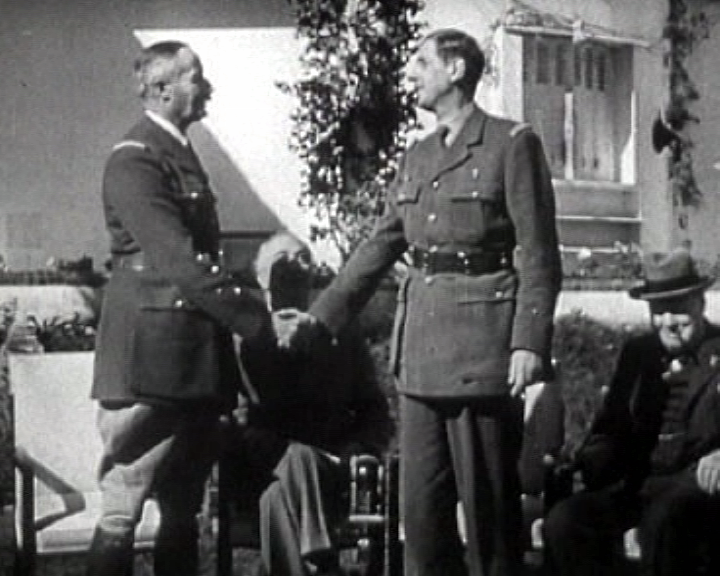
Generałowie Henri Giraud i Charles de Gaulle podczas konferencji w Casablance, styczeń 1943
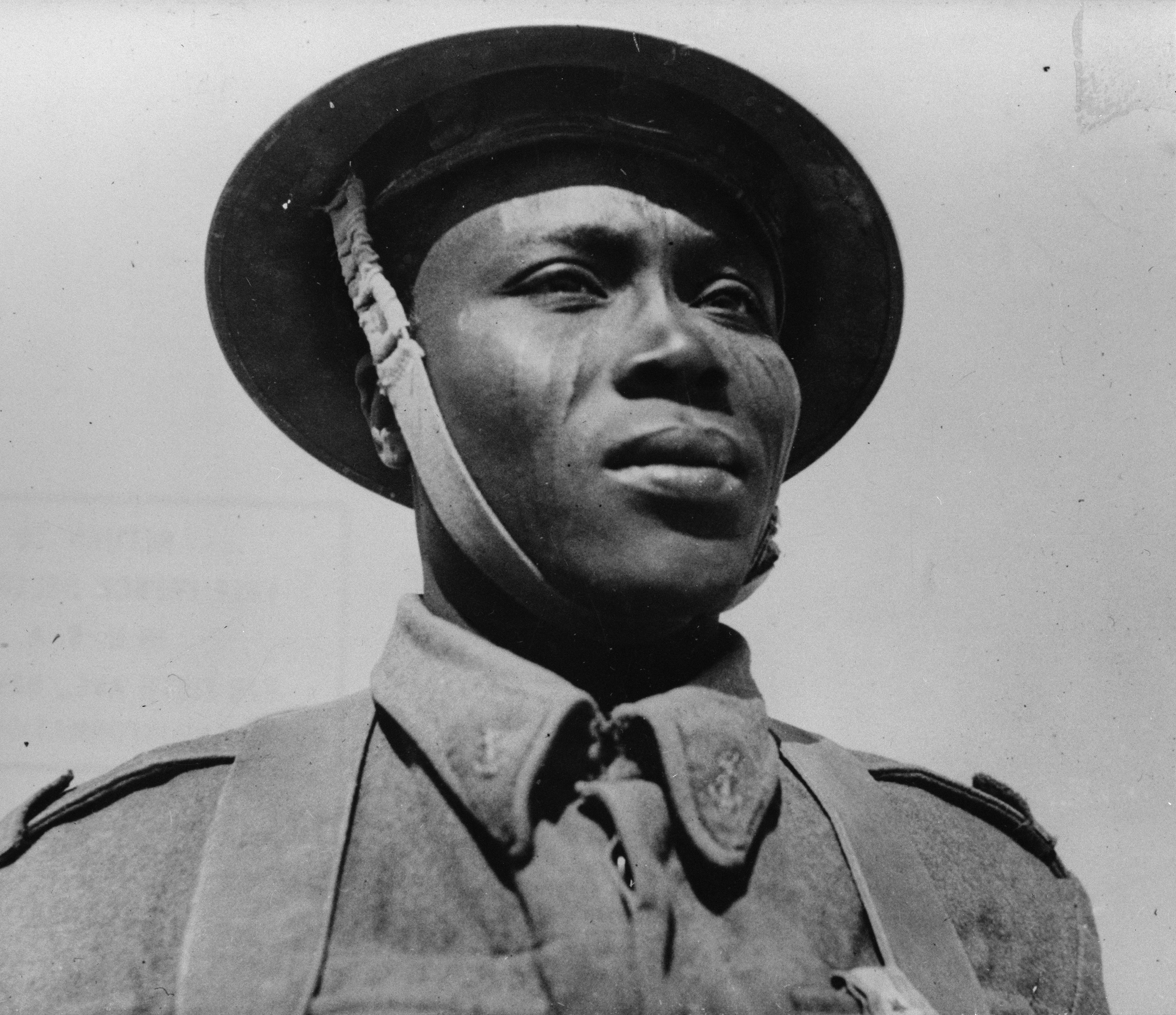
W oddziałach Wolnych Francuzów służyło m.in. 15 000 żołnierzy czadyjskich. Żołnierz odznaczony Croix de Guerre (1942)
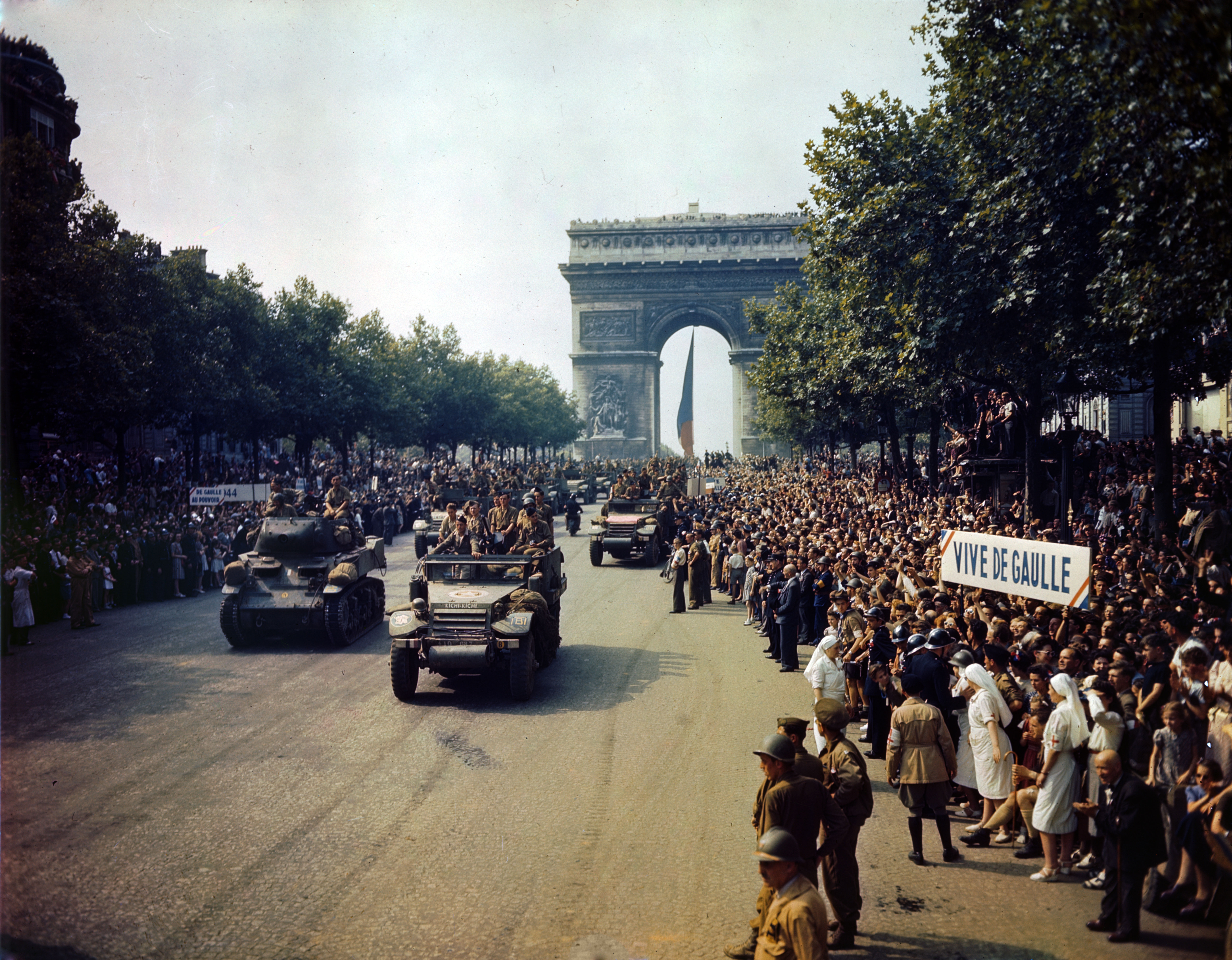
Wyzwolenie Paryża – sierpień 1944 – czołgi i samochody pancerne 2 Dywizji Pancernej gen. Philippe Marie Leclerca podczas defilady na Polach Elizejskich